# Исигами, Пётр Батист Тадамаро
Пётр Батист Тадамаро Исигами (яп. ペトロ・バプティスタ石神忠真郎 пэторо бапутисута исигами тадамаро:); 1 декабря 1920, Касари, Япония — 25 октября 2014) — японский прелат, член монашеского ордена капуцинов. Первый епископ Нахи с 18 декабря 1972 года по 24 января 1997.

## Биография
6 сентября 1952 года Пётр Батист Тадамаро Исигами был рукоположён в священника.
18 декабря 1972 года Римский папа Павел VI назначил Петра Батиста Тадамаро Исигами епископом Нахи. 11 февраля 1973 года состоялось рукоположение Петра Батиста Тадамаро Исигами в епископа, которое совершил апостольский пронунций в Японии титулярный архиепископ Тира Бруно Вюстенберг в сослужении с архиепископом Нагасаки Иосифом Асадзиро Сатоваки и епископом Кагосимы Павлом Синъити Итонагой.
24 января 1997 года Пётр Батист Тадамаро Исигами вышел в отставку.